# Antonio Visioli
Antonio Visioli (*21. srpna 1970 Parma, Itálie) je řádným profesorem v oboru řídicích systémů na univerzitě v Brescii. Mezi jeho výzkumné zájmy patří průmyslové regulátory, mechatronika, dynamické řízení na základě inverze, frakční řízení a řízení anestezie.

## Kariéra
V roce 1995 obdržel titul MSc na Univerzitě v Parmě za diplomovou práci o rozpoznávání povrchů pomocí strojového učení ultrazvukových ozvěn pro navigaci mobilních robotů.
V roce 1999 získal PhD na Univerzitě v Brescii za disertační práci s názvem Řídicí strategie pro průmyslové robotické manipulátory.
V červenci 2022 předsedá v Hamburku IPC sympoziu IFAC o Pokroku ve vzdělávání v oblasti řízení a v září ve Stuttgartu mezinárodní konferenci IEEE o Nových technologiích a automatizaci ve výrobě.